# 満蒙開拓平和記念館
満蒙開拓平和記念館（まんもうかいたくへいわきねんかん）は、長野県下伊那郡阿智村駒場にある博物館。
旧満洲（中国東北部）に入植した満蒙開拓団の苦難の歴史を伝え、平和の尊さを次世代に語り継ぐために設立された、満洲移民史を扱う日本で唯一の民間施設である。
同館は、設立を立案・主導した「飯田日中友好協会」の事務所としても利用されており、
また2019年に団体学習用のセミナー室や映像室などが新設され、施設が拡充されている。

## 概要
長野県（殊に下伊那地方）は、その人口支持力を大幅に上回る農村の人口過剰と口減らしの必要性により、満蒙開拓移民を国内で最も多く送り出した地域であるが、開拓団員経験者の高齢化が進む中、開拓の背景と実情、また敗戦後の引揚げの苦しさを伝える全国初の施設として開設された。
中国残留孤児の帰国に尽力した阿智村の僧侶・山本慈昭の活動を伝える資料も展示している。

### 建設の経緯
- 2006年（平成18年）- 7月に同施設の建設事業が日中友好協会傘下の地方組織支部「飯田日中友好協会」の第44回定期大会で採決される[4]。同年12月、村井仁長野県知事に協力要請等を陳情。
- 2007年（平成19年）- 2月に建設準備会を組織、建設資金・寄付金集めに着手。
- 2009年（平成21年）- 4月に建設予定地440坪の貸借契約を阿智村と締結、同年6月に長野県議会の各会派へ協力要請を行う。「山本慈昭記念館」との統合を同年11月に合意した。同年12月、民主党の小沢一郎幹事長に協力要請等を陳情。
- 2010年（平成22年）- 2月に一般社団法人の認可を取得。長野県の元気づくり支援金事業の補助を受けて、阿智村で「満蒙開拓歴史展」を開催。同年11月　民主党本部（幹事長室）を訪問し協力を要請。
- 2011年（平成23年）- 11月に南信州広域連合が記念館への財政支援を決定、長野県知事へ支援を要請。
- 2012年（平成24年）- 2月に南信州広域連合議会が4,500万円を予算として議決、同年3月長野県議会が4,500万円の予算を議決、 野田内閣下で林野庁が「木造公共建築物等の整備事業」として3,000万円の交付決定した[4]。
- 2013年（平成25年）- 4月に満蒙開拓平和記念館が開館。
- 2019年（令和元年）- 9月に団体学習の場として約120人収容のセミナー室並びに映像室などを完備した「セミナー棟」が竣工。同年10月に長野県日中友好協会の理事長・事務局長などを招いて、セミナー棟竣工の記念式典を開催[5]。

## 展示
展示は8区分からなる。「序章」は、満蒙開拓に至る時代背景を解説する。当時の映像を流す展示は、広大な土地を馬耕する様子を壁一面に映し出す。「敗戦と逃避行」は、ソ連軍の参戦以降の日本軍の撤退と、置き去りにされた開拓団員が現地人の襲撃を恐れながらコロ島に向かう様子を地図上で見ることができる。

## 活動
2014年6月、満蒙開拓団の生活などを中国の目撃者から聞き取る活動を、中国黒竜江省方正県で行った。入植の状況や、入植者の生活の実態を始め、1945年（昭和20年）8月15日の敗戦前後の逃避行の状況についても聞き取りを進めた。集めた資料や証言は同年秋にも、日本で公開される予定である 。
2016年（平成28年）に明仁天皇と皇后美智子（いずれも当時）が行幸。翌年2017年（平成29年）には天皇・皇后の来訪を記念した碑を建立した。

## 利用情報
- 開館時間: 9時30分～16時30分
- 定休日: 火曜日（祝日の場合は翌日）、第2・4水曜日、年末年始等
- 入館料: 一般600円、小中高生300円（団体20名様以上は100円引き）

## 交通
- 中央自動車道飯田山本インターチェンジから